# Rambrouch
Rambrouch (luxemburguès Rammerech, alemany Rambrouch) és una comuna a l'oest de Luxemburg, que forma part del cantó de Redange. Comprèn les viles d'Arsdorf (amb Bilsdorf), Bigonville, Folschette (amb Eschette, Hostert, Schwiedelbrouch i Rambrouch), Koetschette i Perlé (amb Haut-Martelange, Holtz, Rombach i Wolwelange). Limita amb els municipis d'Ell, Préizerdaul, Redange i Wahl al cantó de Redange, i els de Boulaide i Neunhausen al cantó de Wiltz.

## Població
| Nacionalitat   | Població | %      |
| -------------- | -------- | ------ |
| luxemburguesos | 2.299    | 69,00% |
| Forasters      | 1.033    | 31,00% |
| - portuguesos  | 131      | 3,93%  |
| - francesos    | 70       | 2,10%  |
| - italians     | 36       | 1,08%  |
| - belgues      | 572      | 17,17% |
| - alemanys     | 34       | 1,02%  |
| - iugoslaus    | 92       | 2,76%  |
| - altres       | 98       | 2,94%  |

## Evolució demogràfica
| Any        | Població |
| ---------- | -------- |
| 15/02/2001 | 3.332    |
| 01/01/2002 | 3.397    |
| 01/01/2003 | 3.442    |
| 01/01/2004 | 3.517    |
| 01/01/2005 | 3.581    |